# Eilema nigrosparsa
Eilema nigrosparsa är en fjärilsart som beskrevs av Butler 1882. Eilema nigrosparsa ingår i släktet Eilema och familjen björnspinnare. Inga underarter finns listade i Catalogue of Life.